# Rekordy Polski juniorów w lekkoatletyce
Rekordy Polski juniorów w lekkoatletyce – zestawienie najlepszych rezultatów uzyskanych przez reprezentantów Polski do lat 19 i oficjalnie zatwierdzonych przez Polski Związek Lekkiej Atletyki.

## Rekordy Polski juniorów
Konkurencja spoza programu MŚ/ME U20
     Konkurencja rozgrywana w przeszłości (przed zmianą sprzętu)

### Mężczyźni
| Konkurencja                           | Rezultat       | Zawodnik                                                    | Klub                      | Data                 | Miejsce      |
| ------------------------------------- | -------------- | ----------------------------------------------------------- | ------------------------- | -------------------- | ------------ |
| Bieg na 100 m                         | 10,25 +0,6 m/s | Marek Zakrzewski                                            | AML Słupsk                | 8 sierpnia 2023      | Jerozolima   |
| Bieg na 200 m                         | 20,50 +1,0 m/s | Marek Zakrzewski                                            | AML Słupsk                | 28 czerwca 2024      | Bydgoszcz    |
| Bieg na 400 m                         | 45,27          | Tomasz Jędrusik                                             | AZS Warszawa              | 25 września 1988     | Seul         |
| Bieg na 800 m                         | 1:44,51        | Krzysztof Różnicki                                          | GKS Cartusia Kartuzy      | 20 czerwca 2021      | Chorzów      |
| Bieg na 1000 m                        | 2:21,27        | Wiktor Miłkowski                                            | UKS 48 Warszawa           | 31 sierpnia 2024     | Białystok    |
| Bieg na 1500 m                        | 3:40,93        | Robert Witt                                                 | Zryw Toruń                | 8 sierpnia 1998      | Wrocław      |
| Bieg na milę                          | 4:08,55        | Krystian Zalewski                                           | Barnim Goleniów           | 17 sierpnia 2008     | Międzyzdroje |
| Bieg na 3000 m                        | 7:57,4h        | Sławomir Majusiak                                           | Stal Ostrów Wielkopolski  | 14 sierpnia 1983     | Sopot        |
| Bieg na 5000 m                        | 13:56,38       | Piotr Gładki                                                | Lechia Gdańsk             | 8 września 1991      | Słupsk       |
| Bieg na 10 000 m                      | 29:15,2h       | Eugeniusz Stacha                                            | ROW Rybnik                | 27 września 1975     | Warszawa     |
| Bieg na 110 m przez płotki (106,7 cm) | 13,61 +0,1 m/s | Tomasz Ścigaczewski                                         | MKS Aleksandrów Łódzki    | 5 sierpnia 1997      | Ateny        |
| Bieg na 110 m przez płotki (106,7 cm) | 13,51 +1,2 m/s | Tomasz Ścigaczewski                                         | MKS Aleksandrów Łódzki    | 7 września 1997      | Łódź         |
| Bieg na 110 m przez płotki (99,1 cm)  | 13,23 +1,5 m/s | Artur Noga                                                  | MKS-SMS Victoria Racibórz | 20 sierpnia 2006     | Pekin        |
| Bieg na 400 m przez płotki            | 49,23          | Marek Plawgo                                                | MKS-MOSM Bytom            | 21 października 2000 | Santiago     |
| Bieg na 2000 m z przeszkodami         | 5:30,73        | Radosław Popławski                                          | Astra Nowa Sól            | 18 maja 2002         | Wrocław      |
| Bieg na 3000 m z przeszkodami         | 8:30,40        | Marcin Chabowski                                            | KS Wejher Wejherowo       | 5 czerwca 2005       | Bydgoszcz    |
| Skok wzwyż                            | 2,30           | Michał Bieniek                                              | Hermes Gryfino            | 29 czerwca 2003      | Zamość       |
| Skok o tyczce                         | 5,51           | Paweł Wojciechowski                                         | SL WKS Zawisza Bydgoszcz  | 1 czerwca 2008       | Żary         |
| Skok w dal                            | 8,11 +1,0 m/s  | Tomasz Jaszczuk                                             | MKS Pogoń Siedlce         | 22 lipca 2011        | Tallinn      |
| Trójskok                              | 16,48 +1,9 m/s | Jacek Pastusiński                                           | Resovia Rzeszów           | 28 maja 1983         | Lublin       |
| Pchnięcie kulą (7,26 kg)              | 21,14          | Konrad Bukowiecki                                           | PKS Gwardia Szczytno      | 9 czerwca 2016       | Oslo         |
| Pchnięcie kulą (6 kg)                 | 22,96          | Konrad Bukowiecki                                           | PKS Gwardia Szczytno      | 29 grudnia 2016      | Spała        |
| Rzut dyskiem (2 kg)                   | 59,76          | Bartłomiej Stój                                             | KKS Victoria Stalowa Wola | 1 sierpnia 2015      | Władysławowo |
| Rzut dyskiem (1,75 kg)                | 68,02          | Bartłomiej Stój                                             | KKS Victoria Stalowa Wola | 19 lipca 2015        | Eskilstuna   |
| Rzut młotem (7,26 kg)                 | 75,42          | Szymon Ziółkowski                                           | AZS Poznań                | 30 lipca 1995        | Nyíregyháza  |
| Rzut młotem (6 kg)                    | 79,59          | Dawid Piłat                                                 | LKS Stal Mielec           | 16 lipca 2021        | Tallinn      |
| Rzut oszczepem                        | 80,52          | Cyprian Mrzygłód                                            | AZS-AWFiS Gdańsk          | 22 lipca 2017        | Grosseto     |
| Dziesięciobój U20                     | 7424 pkt       | Sebastian Chmara                                            | WKS Zawisza Bydgoszcz     | 15 lipca 1990        | Piła         |
| Dziesięciobój U20                     | 7490 pkt       | Robert Gindera                                              | UKS Achilles Leszno       | 25 lipca 2003        | Tampere      |
| Dziesięciobój U20                     | 8514 pkt       | Hubert Trościanka                                           | KS AZS AWF Warszawa       | 8 sierpnia 2025      | Tampere      |
| Chód na 10 000 m                      | 40:42,83       | Jacek Müller                                                | Lechia Gdańsk             | 25 lipca 1991        | Zabrze       |
| Chód na 10 km                         | 40:10          | Benjamin Kuciński                                           | AZS-AWF Katowice          | 9 czerwca 2001       | Kraków       |
| Chód na 20 km                         | 1:24:55        | Benjamin Kuciński                                           | AZS-AWF Katowice          | 7 października 2001  | Rumia        |
| Sztafeta 4 × 100 metrów               | 38,90          | Dominik Łuczyński Patryk Krupa Jakub Pietrusa Oliwer Wdowik | Reprezentacja Polski      | 22 sierpnia 2021     | Nairobi      |
| Sztafeta 4 × 400 metrów               | 3:05,05        | Karol Zalewski Rafał Smoleń Piotr Kuśnierz Patryk Dobek     | Reprezentacja Polski      | 15 lipca 2012        | Barcelona    |

### Kobiety
| Konkurencja                   | Rezultat       | Zawodniczka                                                                  | Klub                      | Data                 | Miejsce              |
| ----------------------------- | -------------- | ---------------------------------------------------------------------------- | ------------------------- | -------------------- | -------------------- |
| Bieg na 100 m                 | 11,12 +0,9 m/s | Ewa Swoboda                                                                  | UKS Czwórka Żory          | 21 lipca 2016        | Bydgoszcz            |
| Bieg na 200 m                 | 22,99 +2,0 m/s | Martyna Kotwiła                                                              | RLTL ZTE Radom            | 22 lipca 2018        | Lublin               |
| Bieg na 400 m                 | 51,56          | Patrycja Wyciszkiewicz                                                       | SL Olimpia Poznań         | 19 lipca 2013        | Rieti                |
| Bieg na 800 m                 | 2:00,17        | Anna Rybicka                                                                 | AZS Wrocław               | 8 sierpnia 1981      | Zabrze               |
| Bieg na 1000 m                | 2:39,34        | Aleksandra Wiśniewska                                                        | KS SMS Szklarska Poręba   | 10 sierpnia 2022     | Wałcz                |
| Bieg na 1500 m                | 4:07,34        | Sofia Ennaoui                                                                | LKS Lubusz Słubice        | 7 czerwca 2014       | Szczecin             |
| Bieg na milę                  | 4:34,82        | Klaudia Kazimierska                                                          | LKS Vectra Włocławek      | 26 września 2020     | Białogard            |
| Bieg na 3000 m                | 8:59,44        | Sofia Ennaoui                                                                | LKS Lubusz Słubice        | 14 czerwca 2014      | Sotteville-lès-Rouen |
| Bieg na 5000 m                | 15:55,78       | Zuzanna Wiernicka                                                            | RKS Łódź                  | 1 czerwca 2024       | Ciechanów            |
| Bieg na 10 000 m              | 34:40,72       | Kalina Szteyn                                                                | Gwardia Olsztyn           | 8 czerwca 2001       | Poznań               |
| Bieg na 100 m przez płotki    | 13,01 +1,3 m/s | Pia Skrzyszowska                                                             | AZS-AWF Warszawa          | 14 września 2020     | Łódź                 |
| Bieg na 400 m przez płotki    | 56,87          | Wiktoria Gadajska                                                            | RLTL GGG Radom            | 31 sierpnia 2024     | Lima                 |
| Bieg na 1500 m z przeszkodami | 4:42,96        | Martyna Krawczyńska                                                          | KS Prefbet-Sonarol        | 4 czerwca 2023       | Warszawa             |
| Bieg na 2000 m z przeszkodami | 6:25,79        | Martyna Krawczyńska                                                          | KS Prefbet-Sonarol        | 19 lipca 2023        | Lublin               |
| Bieg na 3000 m z przeszkodami | 10:00,58       | Aneta Konieczek                                                              | WMLKS Nadodrze Powodowo   | 22 lipca 2016        | Bydgoszcz            |
| Skok wzwyż                    | 1,94           | Anna Ksok                                                                    | AZS-AWF Wrocław           | 1 marca 2002         | Wiedeń               |
| Skok wzwyż                    | 1,94           | Anna Ksok                                                                    | AZS-AWF Wrocław           | 17 sierpnia 2002     | Eberstadt            |
| Skok o tyczce                 | 4,31           | Karolina Wejman                                                              | KL Gdynia                 | 18 sierpnia 2019     | Bydgoszcz            |
| Skok w dal                    | 6,60 -1,7 m/s  | Irena Kirszenstein                                                           | Polonia Warszawa          | 14 października 1964 | Tokio                |
| Trójskok                      | 13,55 +1,2 m/s | Anna Jagaciak                                                                | MKS Juvenia Puszczykowo   | 26 lipca 2009        | Nowy Sad             |
| Pchnięcie kulą                | 17,25          | Zuzanna Maślana                                                              | MLKL Płock                | 24 czerwca 2023      | Bańska Bystrzyca     |
| Rzut dyskiem                  | 60,60          | Renata Katewicz                                                              | Start Elbląg              | 15 czerwca 1984      | Bochum               |
| Rzut młotem                   | 71,71          | Kamila Skolimowska                                                           | KS Warszawianka Warszawa  | 9 września 2001      | Melbourne            |
| Rzut oszczepem                | 62,11          | Maria Andrejczyk                                                             | Hańcza Suwałki            | 1 sierpnia 2015      | Władysławowo         |
| Siedmiobój                    | 5939 pkt       | Adrianna Sułek                                                               | CWZS Zawisza Bydgoszcz SL | 13 lipca 2018        | Tampere              |
| Chód na 10 000 m              | 46:31,38       | Katarzyna Zdziebło                                                           | LKS Stal Mielec           | 16 lipca 2015        | Eskilstuna           |
| Chód na 10 km                 | 46:04          | Katarzyna Zdziebło                                                           | LKS Stal Mielec           | 18 kwietnia 2015     | Zaniemyśl            |
| Chód na 20 km                 | 1:38:32        | Katarzyna Zdziebło                                                           | LKS Stal Mielec           | 29 sierpnia 2015     | Gdańsk               |
| Sztafeta 4 × 100 metrów       | 44,07          | Małgorzata Pojęta Wiktoria Gajosz Oliwia Kasprzak Jagoda Żukowska            | Reprezentacja Polski      | 10 sierpnia 2025     | Tampere              |
| Sztafeta 4 × 400 metrów       | 3:32,63        | Małgorzata Curyło Martyna Dąbrowska Adrianna Janowicz Patrycja Wyciszkiewicz | Reprezentacja Polski      | 21 lipca 2013        | Rieti                |

### Mieszane
| Konkurencja             | Rezultat | Zawodnicy                                                              | Klub                 | Data             | Miejsce |
| ----------------------- | -------- | ---------------------------------------------------------------------- | -------------------- | ---------------- | ------- |
| Sztafeta 4 × 400 metrów | 3:19,80  | Michał Wróbel Kornelia Lesiewicz Alicja Kaczmarek Patryk Grzegorzewicz | Reprezentacja Polski | 18 sierpnia 2021 | Nairobi |

## Najlepsze wyniki w historiiU20

### Mężczyźni
| Konkurencja      | Rezultat   | Zawodnik              | Klub                                  | Data             | Miejsce     |
| ---------------- | ---------- | --------------------- | ------------------------------------- | ---------------- | ----------- |
| Bieg na 300 m    | 32,76      | Igor Bogaczyński      | MKL Jarocin                           | 10 sierpnia 2022 | Wałcz       |
| Bieg na 600 m    | 1:16,14    | Patryk Dobek          | SKLA Sopot                            | 6 maja 2012      | Pliezhausen |
| Bieg na 2000 m   | 5:12,04    | Konrad Pogorzelski    | Adam Draczyński Running Team Nowa Sól | 29 stycznia 2022 | Toruń       |
| Chód na 5000 m   | 19:25,18   | Benjamin Kuciński     | AZS-AWF Katowice                      | 15 września 2001 | Poznań      |
| Chód na 20 000 m | 1:34:57,5h | Krzysztof Barbużyński | Spójnia Gdańsk                        | 16 września 1979 | Kartuzy     |

### Kobiety
| Konkurencja    | Rezultat | Zawodniczka            | Klub                            | Data                 | Miejsce      |
| -------------- | -------- | ---------------------- | ------------------------------- | -------------------- | ------------ |
| Bieg na 300 m  | 36,82    | Wiktoria Gajosz        | TKS Tomasovia Tomaszów Lubelski | 6 lipca 2024         | Warszawa     |
| Bieg na 500 m  | 1:12,92  | Martyna Krawczyńska    | KS Prefbet-Sonarol              | 3 września 2023      | Olsztyn      |
| Bieg na 600 m  | 1:27,34  | Patrycja Wyciszkiewicz | SL Olimpia Poznań               | 8 września 2012      | Poznań       |
| Bieg na 2000 m | 5:59,67  | Klaudia Kazimierska    | LKS Vectra Włocławek            | 20 czerwca 2020      | Włocławek    |
| Maraton        | 2:42:54  | Kamila Gradus          | Legia Warszawa                  | 26 października 1986 | Budapeszt    |
| Chód na 3000 m | 12:47,82 | Anna Szumny            | Wawel Kraków                    | 18 maja 2002         | Kraków       |
| Chód na 3 km   | 13:05    | Anna Szumny            | Wawel Kraków                    | 24 sierpnia 2002     | Hildesheim   |
| Chód na 5000 m | 22:36,68 | Katarzyna Zdziebło     | LKS Stal Mielec                 | 19 września 2015     | Stalowa Wola |
| Chód na 5 km   | 22:57    | Beata Janaszek         | Flota Gdynia                    | 25 kwietnia 1992     | Słubice      |